# Bajo Guadalentín
El Bajo Guadalentín es una comarca de la Región de Murcia, España, que debe su nombre al estar en la parte baja del río Guadalentín.

## Municipios
| Municipio        | Población | Superficie | Densidad |
| ---------------- | --------- | ---------- | -------- |
| Mazarrón         | 35 099    | 318,7      | 110,10   |
| Totana           | 33 663    | 283,67     | 108,66   |
| Alhama de Murcia | 23 578    | 311,55     | 75,70    |
| Librilla         | 5777      | 56         | 94,14    |
| Aledo            | 1108      | 49,74      | 14,00    |

## Geografía
Aledo, Totana, Alhama de Murcia y Librilla se ubican en el valle del Guadalentín, mientras que Mazarrón es la salida natural del mismo hacia el mar Mediterráneo. 

## Demografía

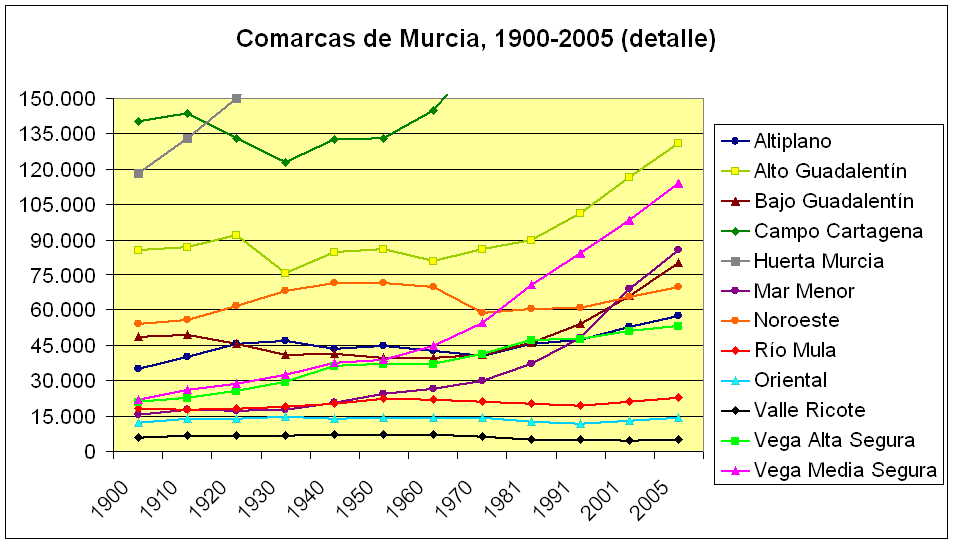
Evolución del Bajo Guadalentín (granate) en el conjunto de comarcas de la región.

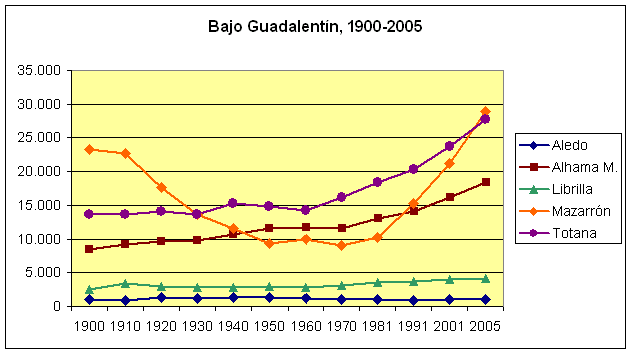
Evolución demográfica de los cinco municipios, 1900-2005. En naranja, Mazarrón, el caso más singular.

- Datos: Q2628343
- Multimedia: Bajo Guadalentín / Q2628343